# 20 horas en América (parte 2)
20 Horas en América Parte 2 es el segundo capítulo de la cuarta temporada de la serie dramática El Ala Oeste.

## Argumento
Josh, Toby y Donna siguen con su accidentada vuelta a Washington. Para empezar el episodio, confunden la dirección a la que va un tren para su vuelta, por ser mal asesorados por el adolescente voluntario de Indiana. Por el camino, en un hotel, los dos primeros conocerán a un hombre que busca una Universidad para su hija, estando especialmente ilusionado con la posibilidad de que lo haga en la Notre Dame, donde había estudiado el Presidente.
Charlie se hace cargo de Anthony Marcus, el protegido de Simon Donovan tras enfrentarse a él por insultar a C.J.. Le da dos opciones: o se va al reformatorio, o pasa con él los sábados para que pueda guiarle en su duro futuro. Mientras, ha habido un atentado con más de 40 muertos en una Universidad de Iowa y hay una grave crisis bursátil, que algunos analistas consideran pasajera.
Por último, el Presidente hace un discurso en homenaje a las víctimas del atentado. Dicho discurso, escrito por Sam le vale los elogios de la hija de Leo, Mallory O'Brien, quien aprovecha para informale que ha roto con su novio. Además, el primero aprovecha para elegir a Deborah Fiderer como secretaria, tras quedar impresionado por su gran memoria, discreción y eficiencia, a pesar de que piensa que es muy rara.

## Curiosidades
- Las canciones principales de este episodio son "I Don't Like Mondays"  de The Boomtown Rats (en su versión de Tori Amos y The Wanderer de Dion DiMucci[1]
- En un momento del episodio Sam Seaborn habla con Mallory O'Brien sobre un discurso que ha escrito para el Presidente. Le dice, entre otras cosas, que un fragmento ha sido copiado de otro escritor. Curiosamente, un locutor de la NBC -la cadena donde se emite la serie- se apropió de dicho fragmento (que en realidad era de Aaron Sorkin durante una retransmisión y fue poco después despedido.
- El problema de las diferencias horarias entre condados en Indiana es real.[2]

## Premios
- Nominados a la mejor dirección de cámara a Kenneth Hardy y Ellen Totleben (Premios Emmy)[3]
- Nominado al mejor actor de reparto a Bradley Whitford[3]

## Enlaces
- Ficha en FormulaTv
- Enlace al Imdb
- Guía del episodio (en inglés).
- Artículo de Wikipedia sobre The Wanderer (en inglés).
- Artículo de Wikipedia sobre The Boomtown Rats (en inglés).